# In the Zone
In The Zone је четврти студијски албум америчке певачице Бритни Спирс. Издат је 12. новембра 2003. године.

## Синглови
- "Me Against the Music"
- "Toxic"
- "Everytime"
- "Outrageous"

### Остале песме
- "Breathe on Me", је требало да се изда широм света као пети сингл. Међутим, до издавања није дошло због Бритнине повреде колена за време снимања спота за песму "Outrageous". Ипак, дошло је до малог издавања на радио-станицама у Италији, Филипинима и Уједињеном Краљевству. Такође је у САД издато неколико ремикса.
- "(I Got That) Boom Boom", је требало да буде шести сингл са албума, али планови за издавање су пропали.